# Карандаш (персонаж)

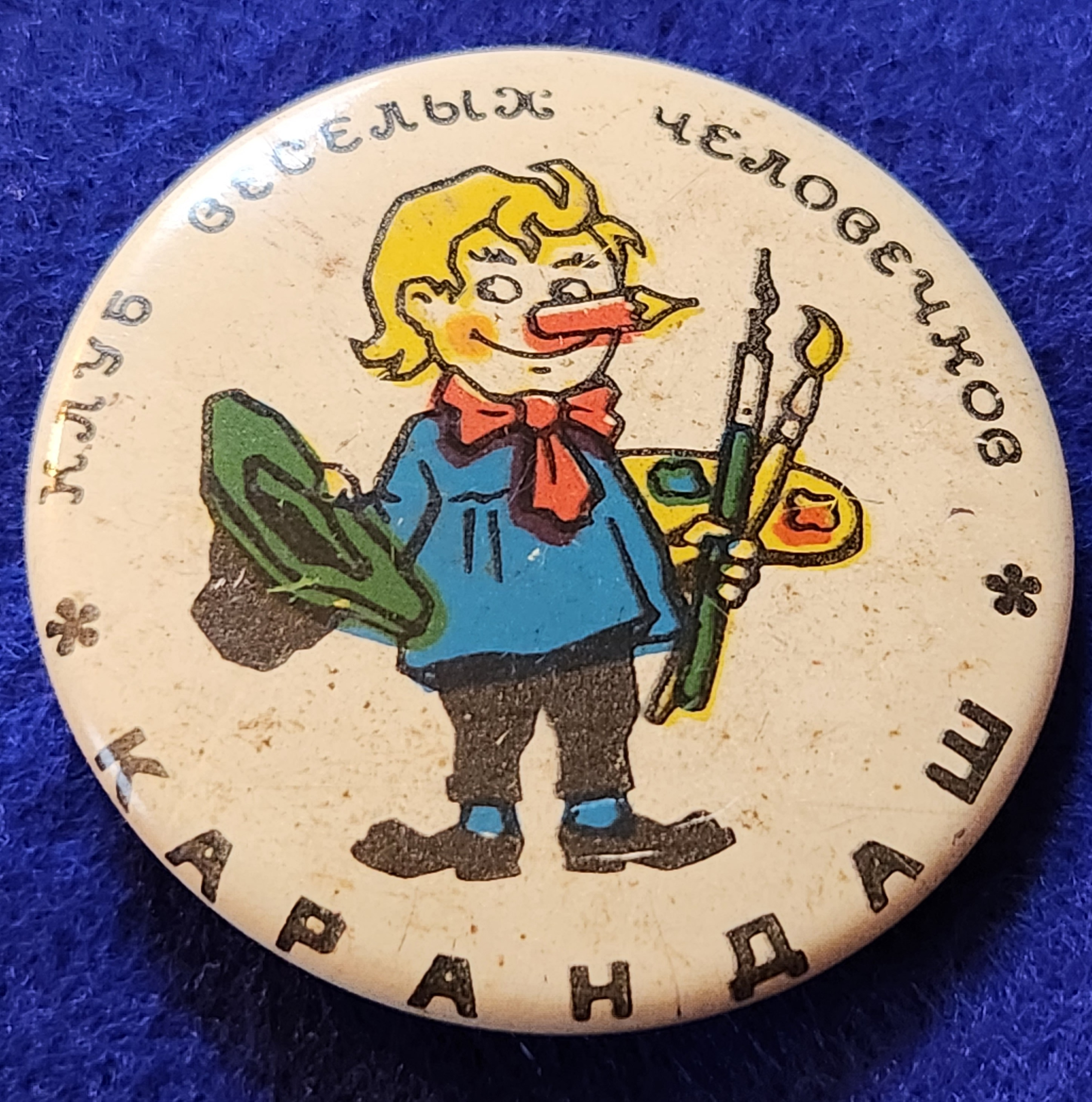
Значок с Карандашом

Карандаш — символ журнала «Весёлые картинки», председатель Клуба весёлых человечков, герой книг Юрия Дружкова и его сына Валентина Постникова.

## История
Карандаша придумали народный художник СССР Иван Семёнов и писатель Юрий Дружков во время совместной работы в журнале «Весёлые картинки», визуальный образ персонажа создал И.Семёнов в 1956 году. Согласно художественному образу, Карандаш — забавный, добрый и весёлый человечек с красным грифелем вместо носа. Он был одет в синюю блузу, на голове красовался элегантный берет, а на шее — красный бант. Всё, что Карандаш рисовал своим носом, тут же становилось настоящим. Основной типаж, который он должен был создавать — это художник и интеллигент. Вопрос о том, кто «изобрёл» Самоделкина, остаётся дискуссионным. Авторство художников Ивана Семенова и Анатолия Сазонова оспаривается режиссёром-мультипликатором Вахтангом Бахтадзе. Карандаш и Самоделкин были единственными членами Клуба весёлых человечков, придуманными специально для журнала, остальные «пришли» из ранее написанных произведений. О Карандаше и Самоделкине книг не было и Постников, взявший псевдоним Дружков, взялся такую книгу написать. Первая его книга с этими героями — «Приключения Карандаша и Самоделкина» вышла в 1964 году.

## Характер
Карандаш — умница, эрудит, талантливый живописец. Все его любят и уважают за доброту, обширные познания и отличное чувство юмора.

## Сходные персонажи
На Карандаша внешне очень похож персонаж популярного австралийского кукольного шоу Mr. Squiggle, придуманный в 1959 году.

## Книги о Карандаше
- Юрий Дружков. Приключения Карандаша и Самоделкина (1964)
- Юрий Дружков. Волшебная школа Карандаша и Самоделкина (1984)
- Постников, Валентин Ю. Карандаш и Самоделкин на острове необычайных приключений: [Повесть-сказка] / В. Постников; Худож. А. Шахгелдян. — М. : ЭКСМО-Пресс, 1998. — 110 с.: цв. ил.; 27 см. — (Серия «Карандаш и Самоделкин»). 10000 экз. — ISBN 5-04-001263-2
- Постников, Валентин Юрьевич. Карандаш и Самоделкин на острове гигантских насекомых: [Для детей дошк. и мл. шк. возраста] / Валентин Постников; [Худож. Ольга Крылова]. — М.: А. Н. Жуков, 1999. — 189 с. : ил.; 20 см. 10000 экз. — ISBN 5-88979-055-2.
- Постников, Валентин Юрьевич. Карандаш и Самоделкин на Луне: [Повесть-сказка: Для мл. шк. возраста] / Валентин Постников; [Ил. Ю. Якунина]. — М.: Оникс 21 век: АСТ, 2001. — 186,[1] с.: ил.; 22 см. — (Золотая библиотека). 10000 экз. — ISBN 5-17-008702-0
- Постников, Валентин Юрьевич. Карандаш и Самоделкин в стране пирамид: [Повесть-сказка: Для мл. шк. возраста] / Валентин Постников; [Иллюстрации Ю. Якунина]. — М.: Оникс 21 в.: АСТ, 2001. — 171,[1] с.: ил.; 22 см. — (Золотая библиотека). 10000 экз. — ISBN 5-17-010033-7 (В пер.).
- Постников, Валентин Юрьевич. Самые новые приключения Карандаша и Самоделкина: Карандаш и Самоделкин на острове Ядовитых Растений: [Сказка: Для мл. шк. возраста] / В. Постников; Худож. Ю. Якунин. — М.: Дрофа-Плюс, 2004 (Твер. полигр. комб. дет. лит.). — 110,[1] с.: цв. ил.; 27 см. 20000 экз. — ISBN 5-9555-0185-1
- Постников, Валентин Юрьевич. Карандаш и Самоделкин на Луне: [Повесть-сказка: Для мл. шк. возраста] / В. Постников; [Ил. Ю. Якунина]. — М.: АСТ: Астрель, 2003. — 172,[1] с.: ил.; 20 см. — (Любимое чтение). 8000 экз. — ISBN 5-17-019620-2 (АСТ). — ISBN 5-271-06889-7 (Астрель).
- Постников, Валентин Юрьевич. Карандаш и Самоделкин в стране пирамид: [Повесть-сказка] / В. Постников; [Ил. Ю. Якунина]. — М.: АСТ: Ермак, 2004. — 157,[2] с.: ил.; 21 см. — (Любимое чтение). 7000 экз. — ISBN 5-17-025321-4.
- Постников, Валентин Юрьевич. Карандаш и Самоделкин на Марсе: [повесть-сказка] / Валентин Постников; [худож. Ю. Якунин]. — Москва: АСТ: Люкс, 2005. — 158,[1] с.: ил.; 22 см. — (Золотая библиотека). авт. по кн. — 5000 экз. — ISBN 5-17-029597-9 (АСТ). — ISBN 5-9660-1400-0 (ЛЮКС).
- Постников, Валентин Юрьевич. Карандаш и Самоделкин на Острове Сокровищ: [сказка: для дошк. и мл. шк. возраста] / Валентин Постников; худож. Равил Халилов, Алсу Халилова. — М.: Хроникер, 2005. — 159 с.: цв. ил.; 27 см. 10000 экз. — ISBN 5-901238-30-3 (в пер.).
- Постников, Валентин Юрьевич. Карандаш и Самоделкин на Марсе / Валентин Постников; [худож. А. Мартынов]. — Москва: Махаон, 2005. — 108,[3] с.: цв. ил.; 24 см. — (Для чтения взрослыми детям). 15000 экз. — ISBN 5-18-000837-9
- Постников, Валентин Юрьевич. Карандаш и Самоделкин на Марсе: [повесть-сказка] / В. Постников; [ил. Ю. Якунин]. — М.: Изд-во АСТ: Люкс, 2005 (Минск: ОАО Полигр. комб. Я. Коласа). — 158,[1] с.: ил.; 21 см. — (Любимое чтение). 7000 экз. — ISBN 5-17-030758-6 (ООО «Изд-во АСТ»). — ISBN 5-9660-1568-6 (ОАО «ЛЮКС»)
- Постников, Валентин Юрьевич. Карандаш и Самоделки : первые приключения: [для самых маленьких: для чтения взрослыми детям] / Валентин Постников; [худож. В. И. Полухин]. — Реутов (Московская область): Омега: Москва: Омега-пресс, 2006. — [47] с.: цв. ил.; 17 см. 20000 экз. — ISBN 5-465-01035-5.
- Постников, Валентин Юрьевич. Карандаш и Самоделкин в стране пирамид: [для чтения взрослыми детям] / Валентин Постников; худож. Р. Халилов, А. Халилова. — Москва: Махаон, 2007 [то есть 2006] (М.: 1-я Образцовая. типография). — 156,[3] с.: цв. ил.; 24 см. 7000 экз. — ISBN 5-18-001037-3
- Постников, Валентин Юрьевич. Карандаш и Самоделкин против Бэтмена: [для чтения взрослыми детям] / Валентин Постников; худож. В. Полухин. — Реутов: Омега; Москва: Омега-Пресс, 2007. — 46,[1] с.: цв. ил.; 17 см. — (Для самых маленьких). 15000 экз. — ISBN 978-5-465-01389-5
- Постников, Валентин Юрьевич. Карандаш и Самоделкин: первые приключения: [для детей дошкольного и младшего школьного возраста] / Валентин Постников; [худож. В. И. Полухин]. — Реутов: Омега; Москва: Омега-Пресс, 2006. — [47] с.: цв. ил.; 27 см. — (Читаем сами). На 4-й с. обл. авт.: Валентин Постников, лауреат премии «Литературная Премия Эврика — 2006 года». — 8000 экз. — ISBN 5-465-01053-3.
- Постников, Валентин Юрьевич. Карандаш и Самоделкин в Антарктиде: [Повесть-сказка: Для мл. шк. возраста] / Валентин Постников; [Ил. Ю. Якунина]. — М.: Оникс 21 в.: АСТ, 2001. — 158,[1] с.: ил.; 22 см. — (Золотая библиотека). Авт. по кн. — ISBN 5-17-011381-1 (В пер.).

## Мультфильмы
- Ровно в 3:15 (1959)
- Где я его видел? (1965)
- Светлячок № 8 (1968)
- Что такое хорошо и что такое плохо (1969, «Книжки для самых маленьких», вып. 1)
- Весёлые картинки. Фантазия в стиле ретро (1996)